# Eupalaestrus
Genre
Synonymes
- Weyenberghia Mello-Leitão, 1941 nec Kraglievich, 1927
- Weyenberghiana Mello-Leitão, 1941

Eupalaestrus est un genre d'araignées mygalomorphes de la famille des Theraphosidae.

## Distribution
Les espèces de ce genre se rencontrent en Amérique du Sud.

## Liste des espèces
Selon World Spider Catalog (version 26, 20/08/2025) :
- Eupalaestrus anomalus (Mello-Leitão, 1923)
- Eupalaestrus campestratus (Simon, 1891)
- Eupalaestrus crassimetatarsis Borges, Paladini & Bertani, 2021
- Eupalaestrus larae Ferretti & Barneche, 2012
- Eupalaestrus roccoi Borges, Paladini & Bertani, 2021
- Eupalaestrus weijenberghi (Thorell, 1894)

## Systématique et taxinomie
Ce genre a été décrit par Pocock en 1901 dans les Aviculariidae.
Weyenberghia Mello-Leitão, 1941, préoccupé par Weyenberghia Kraglievich, 1927, remplacé par Weyenberghiana par Mello-Leitão en 1941 a été placé en synonymie par Gerschman et Schiapelli en 1979.

## Publication originale
- Pocock, 1901 : « Some new and old genera of South American Avicularidae. » Annals and Magazine of Natural History, sér. 7, vol. 8, p. 540-555 (texte intégral).